# Вестеркаппельн
Вестеркаппельн (нім. Westerkappeln) — сільська громада в Німеччині, знаходиться в землі Північний Рейн-Вестфалія. Підпорядковується адміністративному округу Мюнстер. Входить до складу району Штайнфурт.
Площа — 85,78 км2. Населення становить 11 234 ос. (станом на 31 грудня 2020).